# 內比日卡
50°48′18″N 25°21′24″E / 50.80500°N 25.35667°E
內比日卡（烏克蘭語：Небіжка），是烏克蘭西部沃倫州的村落，隸屬盧茨克區盧茨克市鎮，位於盧茨克市北方，始建於1894年，面積0.79平方公里，海拔高度188米，2001年人口260，人口密度每平方公里330.79人。